# 德国联邦铁路420型电力动车组
德国联邦铁路420型电力动车组（德語：DB-Baureihe 420）是一款三节编组的電聯車，也是在交流電快铁网络中针对城市快铁运输所生产的首款车型。这些列车最初是为慕尼黑城市快铁所设计，并因率先服务于1972年夏季奥运会而被称作“奥林匹克电联车”。
截至2019年，除慕尼黑外，这些车辆仍将在萊茵－魯爾城市快鐵和科隆城市快铁中运用。相比之下，萊茵-美茵城市快鐵和斯图加特城市快铁则分别于2014年11月和2016年11月将其撤出服务。大部分同款车辆已经报废，另有六节不同的车厢被收入博物馆。

## 车辆

### 结构
每列電聯車由三节采用短式车钩联接的部分所组成，其中包括各自带有驾驶室的两节端部车厢和一节中部车厢。各车厢之间不可贯通。中部车厢的型号为421型。二端车厢的序列号则较一端车厢高出500。所有的中部车厢都采用轻质铝结构制造。端部车厢最初仍为钢结构，但自420 131号车开始也同样使用铝材，从而节省了9吨的整备重量。在端部车厢装有夏芬伯格式车钩，以便实现多单元的联结和解挂。短编组（单列）、满编组（两列）和长编组（三列）的配置都是可行的。
尽管端部车厢仅设二等座席，但如今在斯图加特和法兰克福的快铁列车上仍然在中部车厢内使用到一等隔间。1970年代中期，即奥运会结束后不久，一等座便已在慕尼黑被弃用，原因是当地的高客流量而导致运力严重缺乏：它首先是去除了外观的标识，其后又拆除车内的隔板。在法兰克福和斯图加特，一等隔间的面积仅为原设计尺寸的一半，由于车辆座位间距较大，因此增加的二等区域如今仍可在第一至第六批次的车辆中见到。
每节车厢的每侧各有四扇门，每列车组合计共24扇门，它们与高站台的高度齐平，可以实现旅客的快速乘降。绝大部分车辆都配备的是滑动推拉门，由于飘雪入侵，使得它们在慕尼黑的首个冬季便遇到了开启困难。仅最后两个批次的车辆配备有转动推拉门。

### 电气设备
420型搭载两套独立的电气系统，因此它有两个总开关、两个变压器和两个电池组等。车辆原本在421型中部车厢上配备了两副受电弓（在运用中仅以后侧的一副升弓），而大部分车辆都在1980年代后期拆除了第二副受电弓。三节车厢中的每一辆都依靠两个空气悬架和双轴的动力转向架支承。因此，列车的全部十二个轮轴都可传动。鼻悬式单轴电动机（鼻悬滚柱轴承，大轮悬架）通过带有两个非对称半控整流桥的相位控制晶闸管，在程序电路中实施无级控制。
常用制动器为电制动，在必要时（低速范围，即电制动力降低至60公里/小时以下）会辅以启用电控气压制动器。
用于慕尼黑快铁网络的首批次列车安装了线状列车控制系统，从而应当允许更密集的行车间隔。该系统于数年后被拆除。

### 制动系统

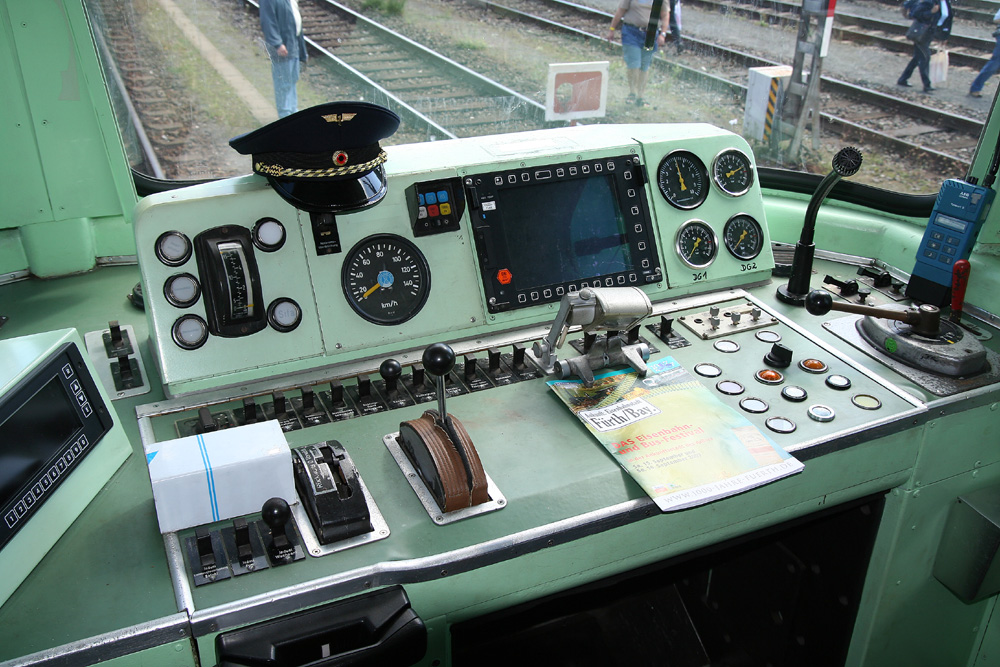
420型车的司机室

这些车辆配备了连续、自动和间接作用的克诺尔空气制动器，并具有统一效果（每端驾驶室配有一个克诺尔EE4型自动调节器；420型的制动管路为：KE-P-A-E (D)，或第七和第八批次的KE-R-A-E (D)）。420型电联车具有三个控制阀（每节车厢1个）和可单独锁定的可切换转向架制动器。在制动器发生机械故障的情况下，不需要关闭整列车的制动器，而是仅关闭所涉及的转向架制动器，这减少了由此导致的制动功率和可用制动重量百分率的损失。
每个轮轴有一个车轮制动盘，即每组转向架两个，呈对角安装（例外情况是第七和第八批次，它们每轴有两个车轮制动盘，即每个车轮一个）。这种尺寸相当小的机械制动系统需要在电制动失效的情况下将最大速度限制在70公里/小时以内，以避免车轮制动盘不会因过热而过载。如果电制动仅在电气设备上失效且列车长度为短编组，则可在故障设备上关闭气压辅助制动后允许更高的限速，至停车前不久则使用驾驶员的制动阀进行制动，以避免列车的纵向抽动。制动计算仅基于空气制动，当转向架制动器或制动阀关闭时，它只会被扣除制动百分率。在制动计算中不考虑电制动和气压辅助制动，因为它们依赖于电流（并且仅仅是气压辅助制动所需的电池电流）。
前六个批次的车辆有一个主轴手闸，第七和第八批次则有一个通过压缩空气工作的弹簧储能式制动器。

## 运用历史

### 原型车
随着一个全新的城市快铁网络将于1972年在慕尼黑通车，在同年举办奥运会的促进下，必须采购新的现代化车辆来满足快速交通的需求。新车最初被规划定型为ET20和21型。
在德国铁路车辆型号方案进行改革后，三辆原型车于1969年以420型001至003号的车号交付使用。1969年10月30日，420 001号车向媒体开放，并于1970年2月27日首次载客运行。至1970年2月，全部三列電聯車均已通过铁路部门验收，并开始进行密集的运转试验。列车的端部车厢由猛狮制造，中部车厢则由WMD提供。
420 001号车
420 001号车是以纯橙色涂装交付，在2004年12月从慕尼黑快铁退役后转作馆藏车辆，可随时用于特殊和纪念运行，并由慕尼黑快铁与爱好者组织——慕尼黑快铁注册协会（S-Bahn München e. V.）共同保养维护。2010年，它被巴伐利亚州古迹保护署列为德国公共短途客运的历史见证物，作为技术古迹而受到文物保护。它于2016年底移交纽伦堡德国铁路博物馆，并一直持有运营许可证。
420 002号车
420 002号车获得了蓝绿色+卵石灰色涂装，这是由慕尼黑市民对后续交付的量产车进行投票后确定的。它曾长期停放在多纳斯贝格桥站附近的莱姆东站。如今则有其中一节端部车厢在慕尼黑的德意志博物馆交通中心内展出，但由于空间原因，其它车厢无法存放至博物馆而被拆解报废。
420 003号车
编号为420 003的第三辆原型车曾限定用于法兰克福快铁（莱茵-美因快铁），并采用胭脂红+卵石灰的配色方案。由于原始的鲜红色调褪色严重，车辆于1981年被重新粉刷为蓝绿色+卵石灰色涂装。此后，它一直保持这种涂装直至退役。经过在特鲁德灵站的长期封存后，这列電聯車被运走拆解。

### 量产车

#### 实用性
三节编组的420型電聯車被证明是一个成功的设计。人们自1972年起便可在莱茵-鲁尔快铁、自1975年（试通车）起在法兰克福快铁以及自1977年起在斯图加特快铁的网络上见到其踪迹。在莱茵-鲁尔快铁较长的线路中，列车的口碑不佳，主要是因为缺乏厕所。而车厢之间无法贯通也遭到诟病。杜塞尔多夫的交通工程师曾建议对运用于莱茵-鲁尔快铁的420型车组进行改造（对于没有电气设备的中部车厢，每节每侧改为三扇车门，车厢间可以贯通；增设厕所和自动饮料贩售机），但未能实施。由于车厢的设计原因，它们无法作进一步的改动。为此，配属于杜塞尔多夫和科隆的電聯車自1980年起被机车牵引的推挽式列车加x型车厢的模式所取代。杜塞尔多夫的闲置动车组则几乎全数移交至慕尼黑，因为当地的需求迫切。

#### 外观

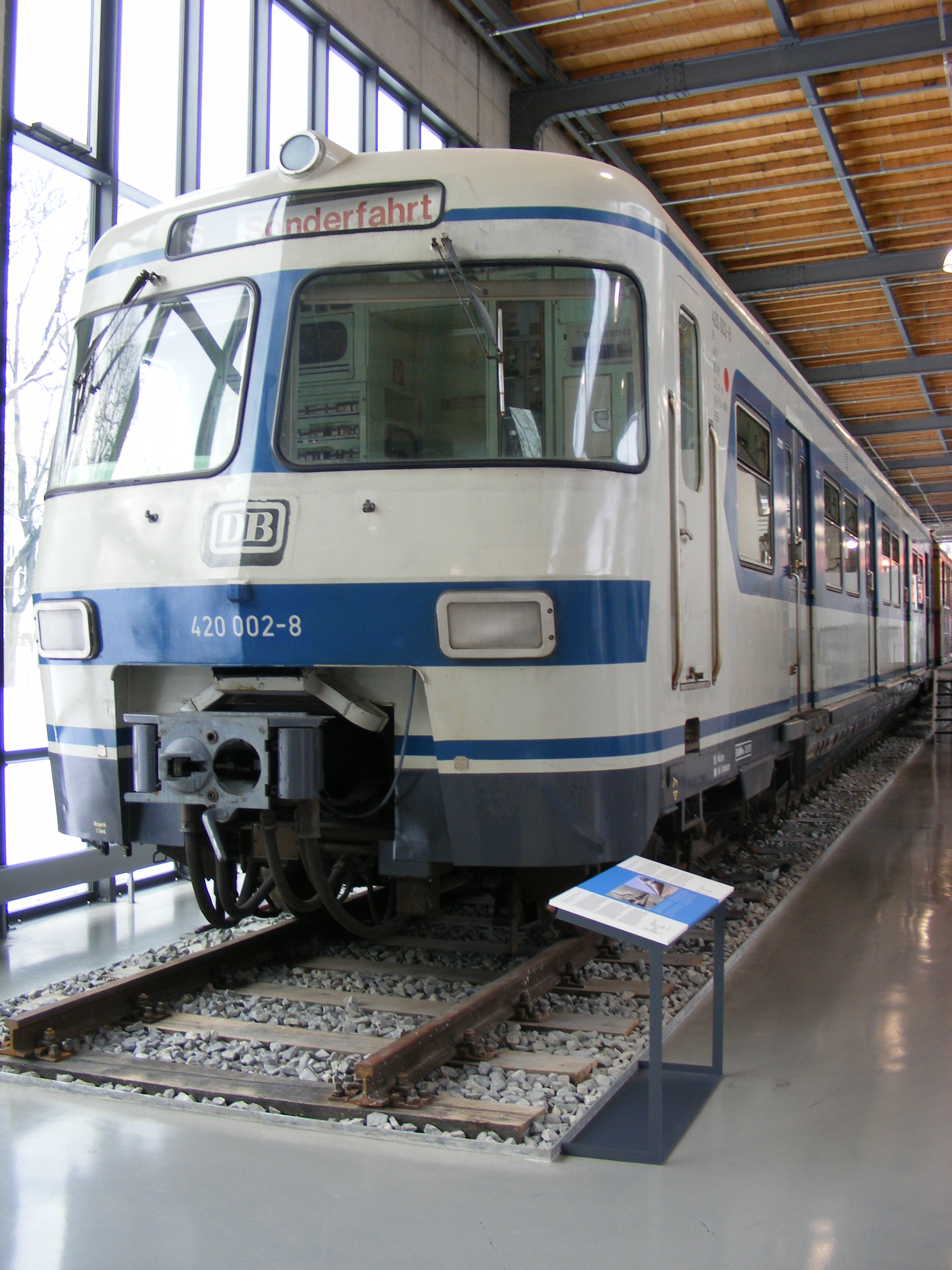
420 002号车于德意志博物馆交通中心

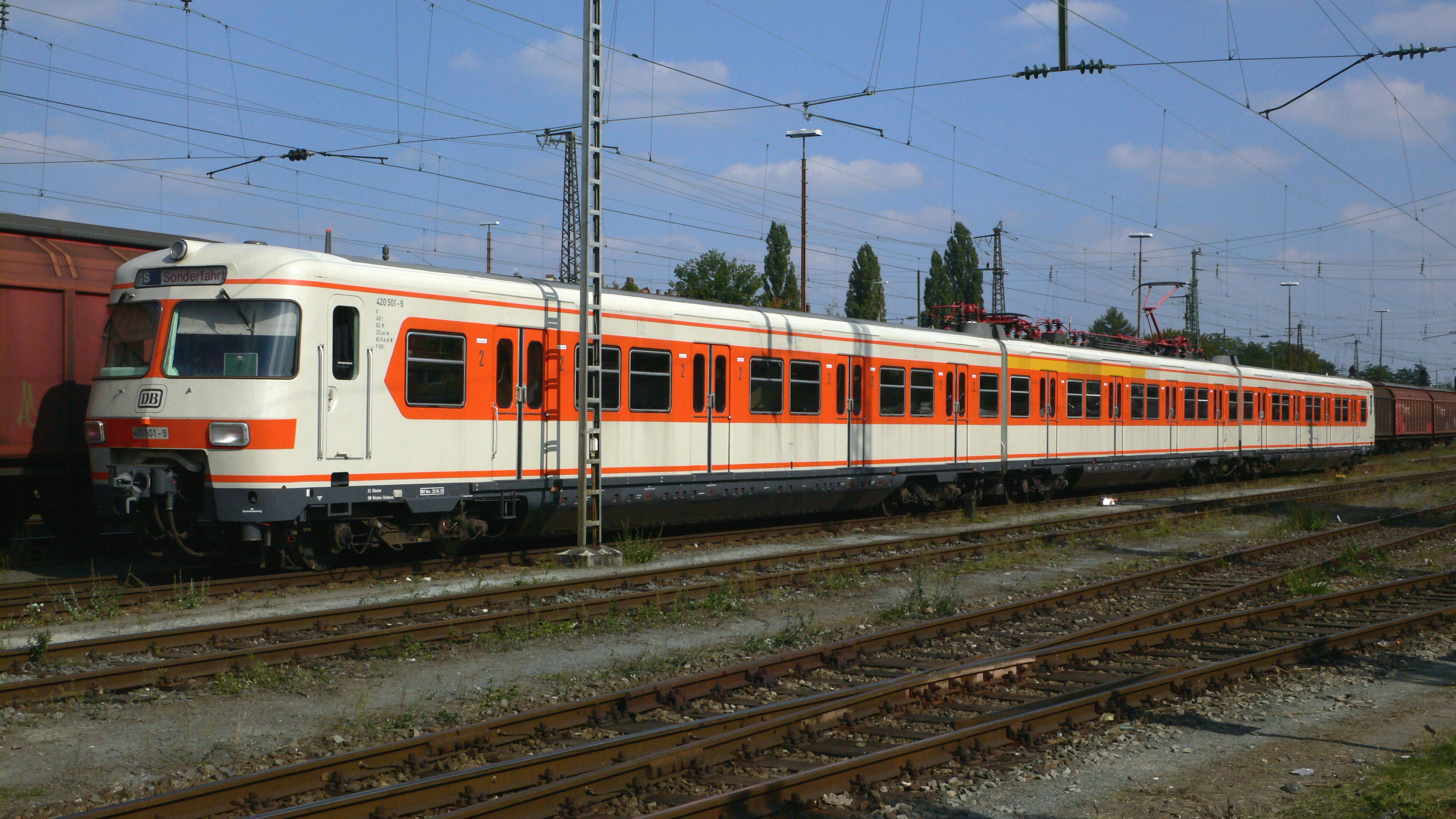
采用净橙色+卵石灰色涂装的420 001号车

在慕尼黑、莱茵-鲁尔和莱茵-美因这三个计划运营的地区，都对列车的配色方案进行了投票，其中慕尼黑选择蓝绿色、莱茵-鲁尔选择净橙色以及莱茵-美因选择了胭脂红作为最理想的颜色。
第一批次
从1971年至1986年，列车的配色维持不变。所有第一批次的车辆，都是供即将于1972年通车的慕尼黑快铁网络使用的，因此采用了蓝绿色和卵石灰（如同420 002号原型车）的喷漆，其中官方名称为“卵石灰”的色调看起来相当白。在蓝绿色窗带的下方，许多列车都提供了车体广告——如同在其它公共交通系统（地铁、有轨电车、汉堡快铁等）常见的那样。
第二批次
第二批次的车辆有部分采用蓝绿色+卵石灰，其余则采用净橙色+卵石灰的喷漆。净橙色涂装的车组也适用于当时在建的莱茵-鲁尔快铁网络。由于所有净橙色涂装的车组都是从1972年至1976年间交付，出于质保原因，它们会先在慕尼黑运用数月（因靠近慕尼黑-弗莱曼维修车间），因此在慕尼黑总能见到净橙色+卵石灰色的车组。它们自1972年起逐步转移至杜塞尔多夫，自1975年起配属法兰克福-格里斯海姆机务段（正式名称为法兰克福1号机务段）。
第三批次及后续批次
自第三批次起（自420 201号起）的所有车组随后都统一以净橙色+卵石灰的涂装交付，并直接发往未来的法兰克福及斯图加特快铁所在地，尽管法兰克福曾票选确定用于未来快铁的颜色为酒红色+卵石灰，但出于标准化的原因而未被最终采纳。
在1984年左右，德国联邦铁路决定对到期重新喷漆的420型车组不再采用蓝绿色+卵石灰，而是采用净橙色+卵石灰涂装。因此至少有30列的车组获得了新颜色，但由于逾130列蓝绿色+卵石灰色车辆的库存太多，这几乎难以被注意到。
1987年起的配色方案
1987年，德国联邦铁路在推出所谓的“产品配色”时，对其车辆的色彩设计进行了调整，并取代了相关车型自1970年代早期所使用的所谓“流行配色”。在快铁车辆中，设计仅略有变化，因为占主导的橙+灰色彩组合得到保留，但进行了大量的修订：作为基准色的卵石灰改为浅灰；在此时的鲑鱼橙色窗户的正下方，增加了一条淡黄色条纹，而车顶下方和地板附近的条纹则被取消；车头大灯周边的“腹带”角度也从向右斜上改为向左斜上；前窗之间的区域以白色取代了窗带的颜色；车顶不再是灰色，而是采用了卵石灰（几乎呈白色）涂装。此外，还使用了更为环保的涂料，这种涂料在仅仅两年后便出现严重褪色。
车厢等级编号和禁烟标识已被更大、更现代化的白色标志所取代，这同样也应用于第一批次的蓝绿色+卵石灰涂装车组。
全车广告
在1990年左右，420 100号车成为首列为一家银行提供全车广告的动车组。在最初的全车广告中，驾驶室区域仍然被排除在外，直至数年后才有所涉及。广告以胶粘膜的形式覆裹，使得它们可以在合同期满后易于移除。
1992年3月，在慕尼黑新机场即将开幕时，第二批次（174至188号）的15列车组和第七批次新交付（425至430号）的6列车组获得了一层淡蓝色涂装，另外还有一个巨大的“M”字出现在车辆端部作为机场广告。这些车辆将主要新开通往机场的S8线上运行。自1997年开始，带有大型M字的机场广告被移除，而最后的淡蓝色列车仍运行至2005年，其中一部分还贴有其它广告。
1996年起的配色方案
随着德国铁路自1996年起进行改革，为适应新的企业设计，许多车组被重新喷漆为交通红搭配白色车门的涂装。唯一的例外是如今作为馆藏车辆的420 001号车。

#### 车内布置
从1969年的原型车至1981年交付的第六批次车辆，其内部基本保持一直，仅有极少的变化。在两节420型端部车厢中，各分有两个同样大小、带隔墙和中间门的隔间，供吸烟者和非吸烟者使用。在421型中部车厢中，最初设有三个隔间：其中两个较小的为一等座，提供16至17个面对面席位，同样将吸烟者和非吸烟者隔开；中部车厢另一半的33个席位则被指定为禁烟二等座。仅原型车及第一批次车辆能够保持这种空间分配直至退役。从第二至第六批次的车辆，则于1991年至1995年间进行了客舱改造，其中除斯图加特和法兰克福的特定车辆外，所有的中间隔墙都被拆除。在17席的一等隔间和49席的二等座之间则设有一个带弹簧门的玻璃隔墙作为通道。
所有座位均为标准的2+2布局。二等座起初安装的是带有集成泡沫扶手的酒红色人造革座椅。在一等座中，座椅面料及扶手均为蓝黑色格纹。每组座位附近都有一张小桌板、一个大烟灰缸或垃圾篓、两个挂衣钩和一个挂式窗——其槽口允许打开至一只手的宽度。窗体由库多玻璃制成，具有一定的不透明度（镜像），因此可以从一开始就省去窗帘。
照明带由嵌入车顶饰面的并置双荧光灯管组成，形成在夜间和隧道内的基本照明。作为依赖于电池电源的应急照明，在每个乘降门上方的维护面板内安装有荧光灯。这可照亮贴在门上的快铁网络图。二等座的所有侧面板——包括隔墙和中间门，都使用了白色的树脂材料，几乎没有可识别的线条图案。在一等座则使用了浅色和深色版本的木质贴面塑料板。它仅覆盖于车厢前壁和带中间门的隔墙。在慕尼黑运用的车厢中，每个端壁和隔墙上都贴有一个带车厢编号的标签。中间门设有窗户，透过窗户可以看到另一个隔间。在驾驶室和乘客车厢之间的门中，后续批次也安装了类似的窗户，以便为乘客提供更高的安全感。驾驶员可以用刚性卷帘遮蔽这个窗户。最后一扇原始的、相当局促的隔间门于1999年被拆除而不作更换。1987年，第一和第二批次的各一节端部车厢被运往阿默湖畔雄多夫，并在那里用作车内重新设计的测试车辆。这是必要的，因为诸如人造革狭缝的破坏性损伤会导致难以承受的人力和资金负担，车辆也因此会长期停用。最终，一体式座椅选用了三色的丝绒状阻燃织物。所有座椅都在1995年之前完成更换，唯一的例外是420 130号车，它在驾驶室壁的一侧保留了两对旧式人造革长凳直至退役。在免熨的油毡地板下方是一层简易的厚木底板。单层的低地护板和维修盖板是由锻打金属片制成。若要操作盖板后方的压缩空气闭塞阀、压力控制器和气压计，则需使用特殊的钥匙开启。在中部车厢，一部分电气开关元件是收纳在所谓的“背包”之内。每节421型车的前壁上有大约2平方米的大盖板，它们同样需要特殊的钥匙开启。
在420 018号车中，曾试验性的在二等座区域内安装修订版本的扶手杆布置。该车辆在退役前从未进行改装。
由于当时铁路车辆的厕所系统仍是简易的直排管道，列车在行驶中的产生的粪便会被直接倾下轨道，考虑到快铁网络多为隧道线路，因此摈弃了车载厕所的配置。

#### 批次间的差异

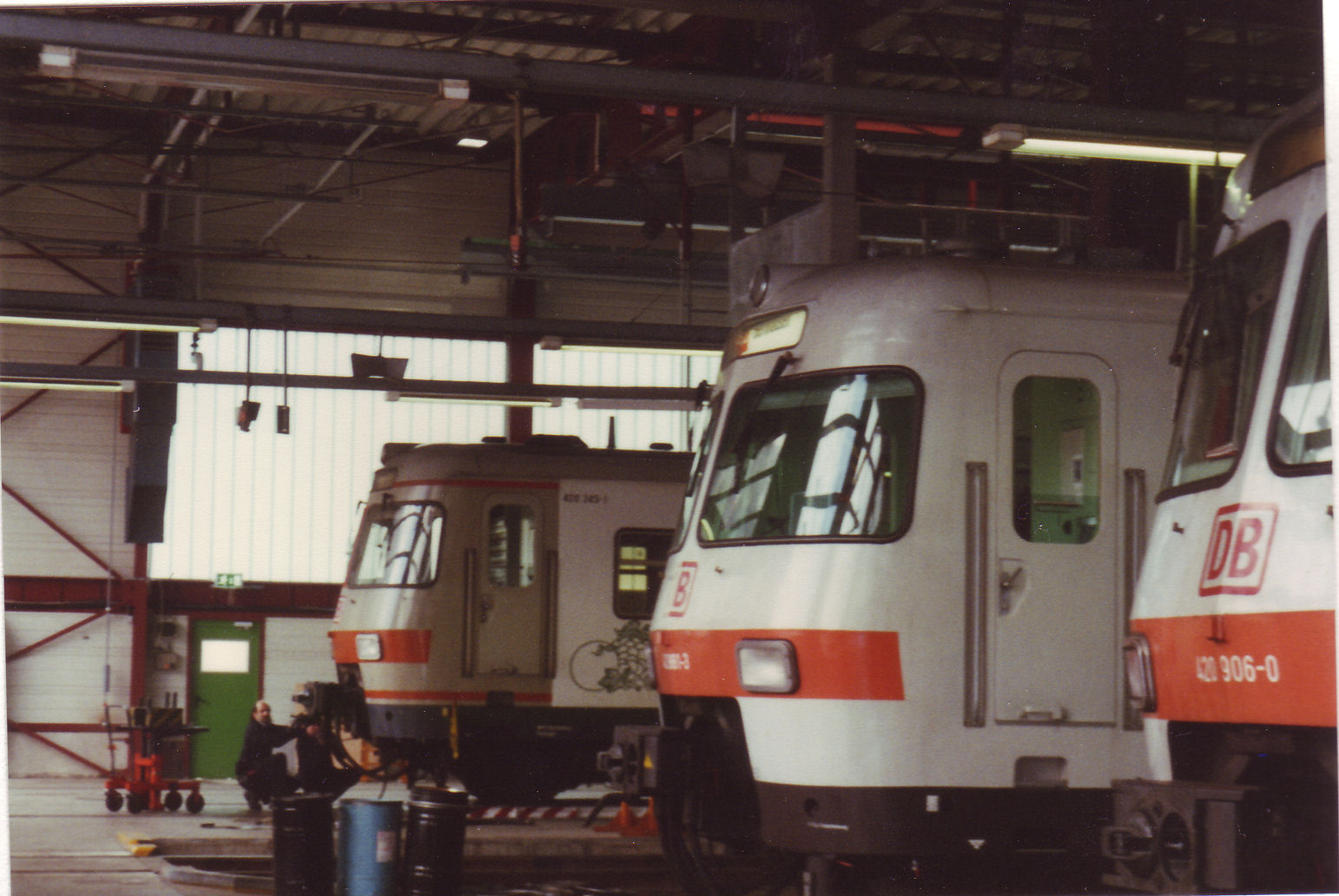
旧批次和新批次列车于普洛兴根车辆段（1997年）

个别批次的车辆之间存在有各种差异。第一批次车辆中最引人注目的特征是车头侧面车号标识的下方有一个可见的红点（从1972年至1980年代中期重喷或新喷漆之前）。它用于标明车辆安装有线状列车控制系统（LZB）。而装有LZB设备的车辆所需的驾驶室显示仪则并不总是标配的。
原型车及第一批次的所有车辆在车身外部都有一个较宽的保护板，以此（与柏林和汉堡等其它快铁一样）可减小站台边缘与车辆之间的空隙。这种宽边保护板在车辆的两端呈楔形。由于它较《铁路建设及营运条例》中所允许的车辆宽度超出了3厘米，因此在快铁网络之外进行移送时必须拆除防护板。第二批次则采用了面积只有原先三分之二大小的窄板，其在端部呈钝圆形。
自第七批次起，滑动推拉门被转动推拉门所取代，并将从内开门的既有把手替换为摇杆，因为乘客的手臂容易被滑动推拉门（通过6巴的压缩空气辅助开启）所夹伤。在第一批次的车辆中，门把手以金属片遮盖，并不允许触碰。
自第二批次的420 131号车开始，整车结构都使用铝材构建。此外，自该车号起，车身纵梁不会再影响转向架的高度。所有配属法兰克福和斯图加特的车辆都带有“禁烟”标识，这与莱茵-鲁尔网络形成鲜明的对比——后者车辆仍然可以在指定区域内吸烟（“吸烟”字样以红底白字展示，“禁烟”则以白底黑字展示）。
第三批次基本上均为全列禁烟车辆。该批次还移除了当时尚不成熟的既有LZB设备。以往所有的内部门都为金属灰色，自第三批次起则被漆为净橙色。
第四批次在构造方面中再有一些变化：由于在短途运输网络中，使用一等座的快铁乘客比例已经很低，因此一等座区域的面积被减半。自1982年以来，所有新交付的车辆都在外门侧以现代化的象形图取代了“吸烟”或“禁烟”字样。如同在1960年代一样，更大、更现代化的席位等级标识也以金属赭色展示于外门侧。随后，计划用于未来法兰克福快铁网络的车辆遭到投诉，由于缺乏禁止上车补票的信息，法院做出判决，要求法兰克福交通集团为所有在其网络中运行的车辆配备贴纸，它们被粘贴至所有车门的外侧，并附有“仅凭有效车票搭乘”的字样。这些贴纸此后也被斯图加特交通及资费集团所效仿，应用至在那里运行的所有车辆。
在1980年代早期，当一些车辆发生多起不明原因的火灾后，所有车厢都配备了灭火器，它们位于乘客区域上方的行李架内，并有对所有乘客都清晰可见的标识。
自第七批次起，仅设一个受电弓，先前存在的第二副受电弓被摈弃。不久之后，几乎所有同型车辆的第二受电弓都被移除。
原型车和前七个批次的车辆无论是开启或关闭车门都需时约1秒。第八批次则是开启需1秒，关闭约需3秒。

#### 车辆租借
由于一再出现车辆短缺的情况，配属于不同车辆段之间的列车经常需要调拨出借。特别是在1978年夏天，法兰克福快铁除了多辆净橙色的车组外，还使用了一些来自慕尼黑的蓝绿色车组。此后随着斯图加特快铁的通车，法兰克福又于1978年10月至1979年3月间，向前者出借了多辆标有“法兰克福一段”（Bw Frankfurt 1/(M)）字样的动车组。而法兰克福的短缺则致使其需要再次借用蓝绿色的车组。这些列车保留了内部的“慕尼黑快铁路线图”和门边带有“MVV资讯”的信息框，并仅在车头的司机室上方替换了目的地显示牌。其所配属的“慕尼黑-施泰因豪森车辆段”字样也保存完好。这种调配时有发生，主要原因是运用于法兰克福和斯图加特快铁网络的车辆交付较晚。1993年，由于使用了错误的潤滑脂，斯图加特快铁网络中的所有列车都必须暂时停驶。此后的几周，斯图加特快铁都是使用来自法兰克福和慕尼黑的车辆作为过渡性的解决方案。

### 替代

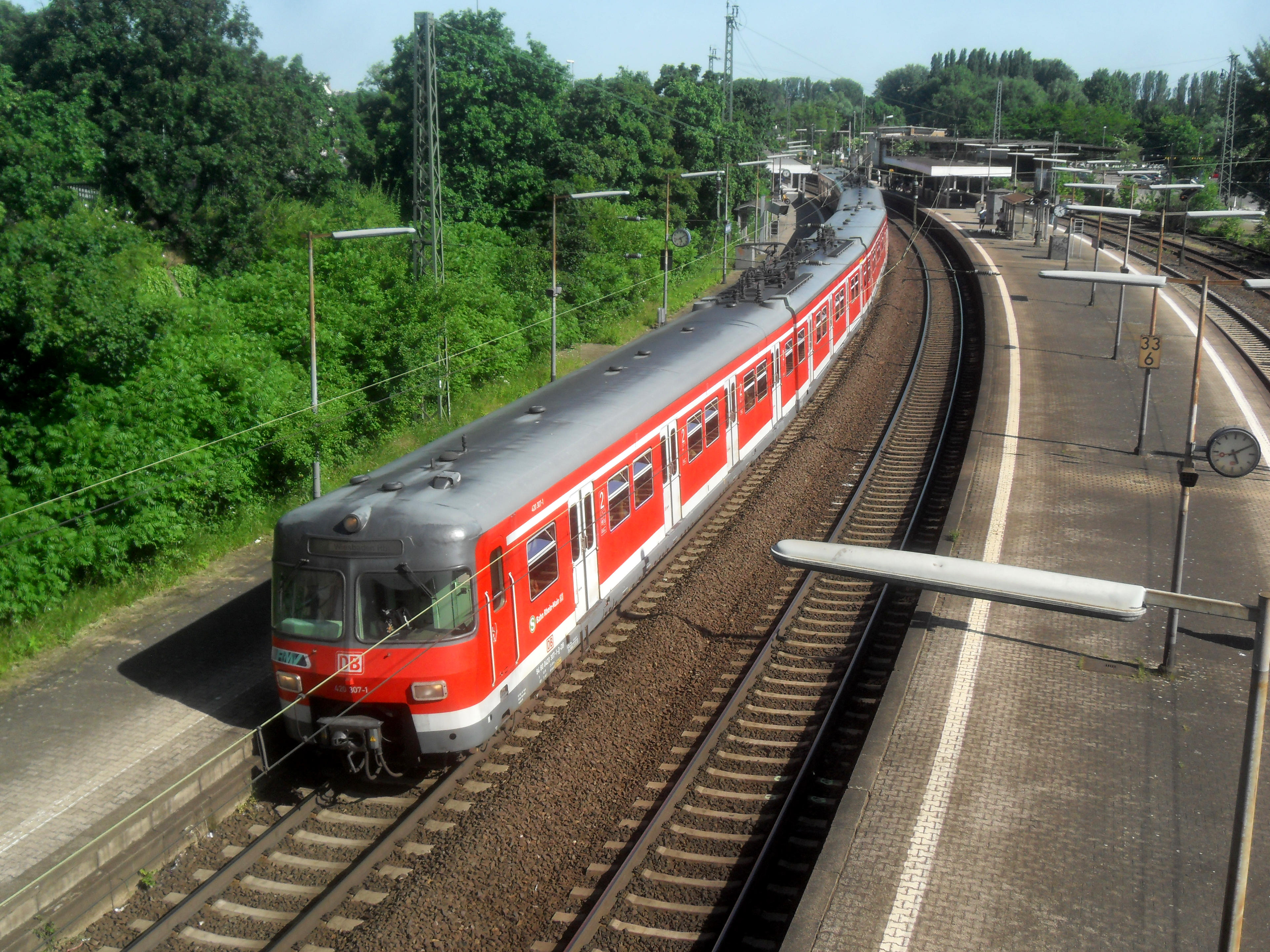
420 307号车于

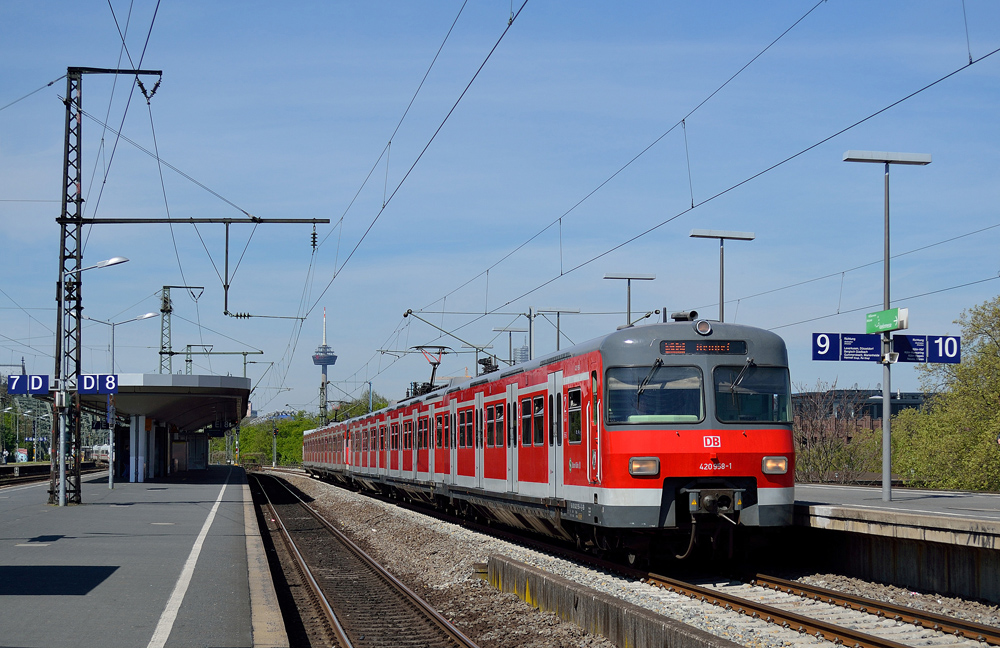
420 958号车在科隆快铁担当S12线

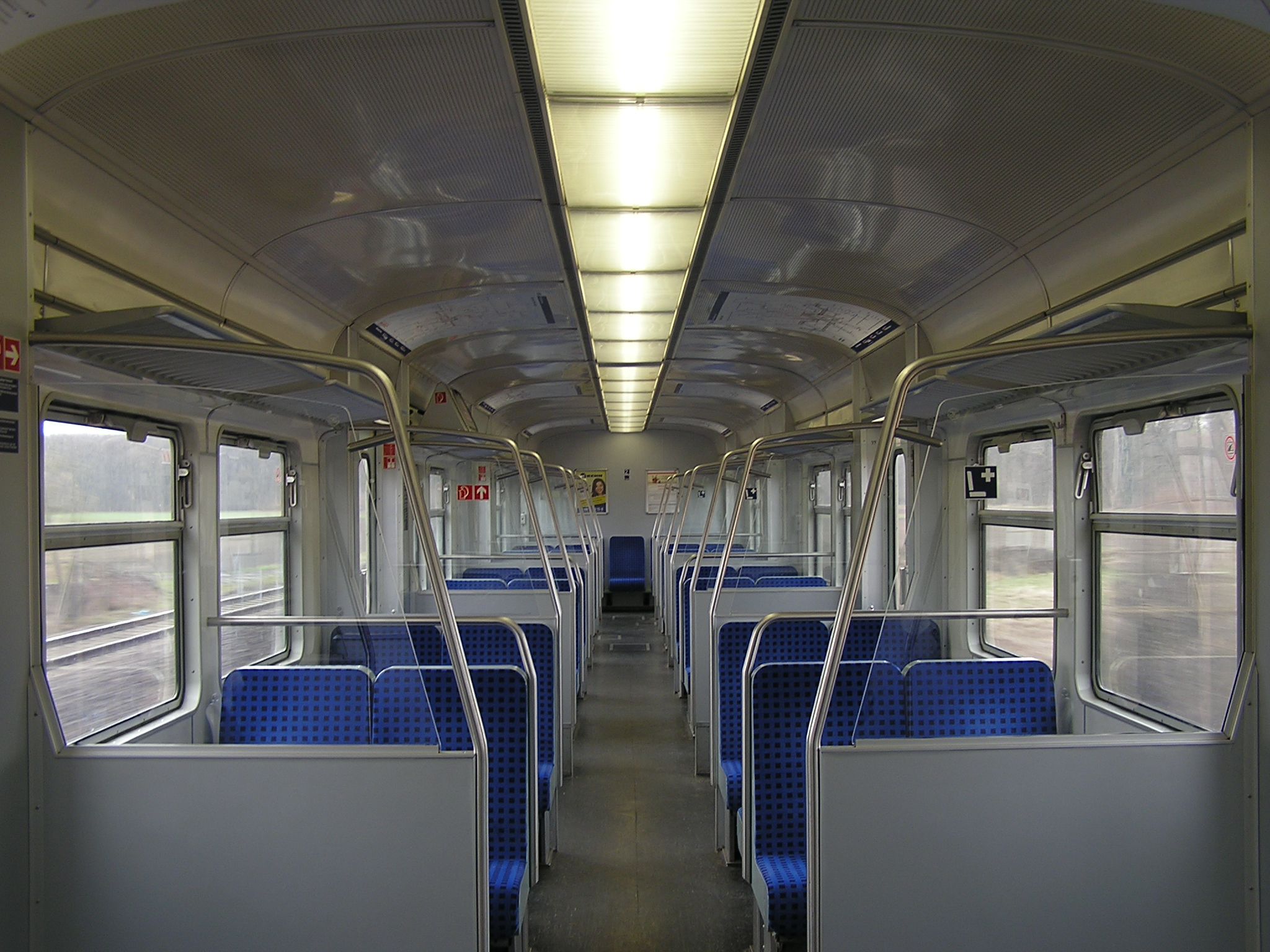
内部空间（略微翻新后）

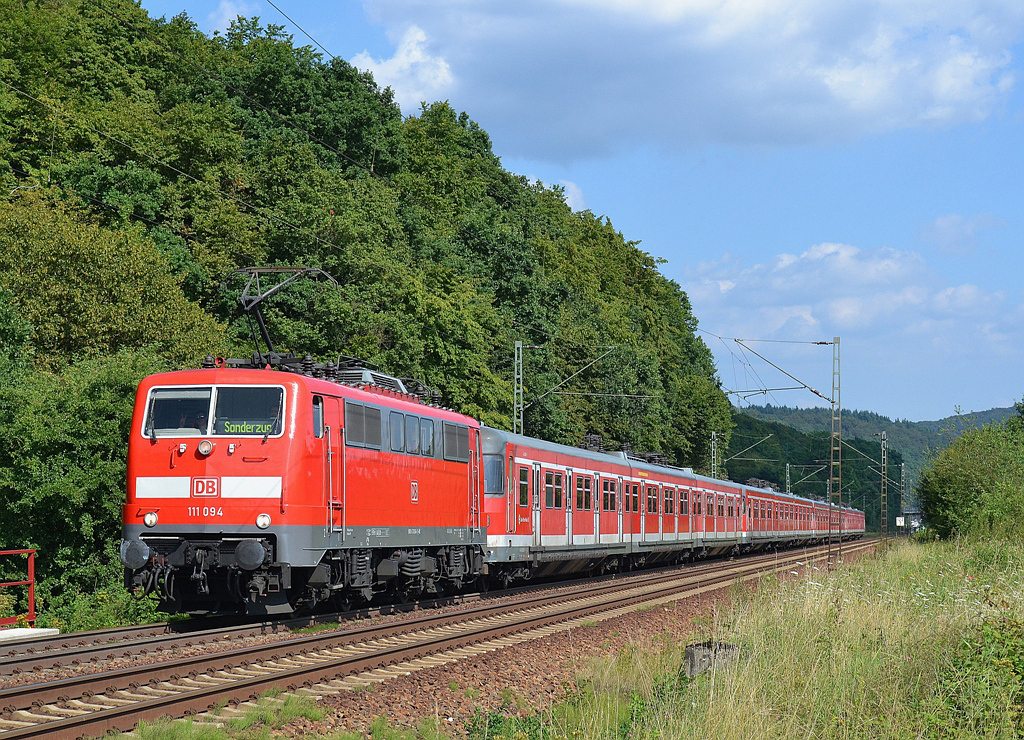
四列从莱茵-美因快铁退役的420型车由111型电力机车运送至哈姆存放

420型電聯車逐渐被422型（2007年）、423型（自1998年）和430型（自2013年）等更具现代化的动车组所取代。
在慕尼黑，随着贯通内城的主线铁路引入线状列车控制系统（LZB），420型原本自2004年12月3日起停运。然而，在达豪－阿尔托明斯特铁路进行电气化改造后的电力车辆短缺，420型又自2014年12月的运行图调整起重返慕尼黑网络，担当S2、S4和S20线的加班服务。为此，15列原配属斯图加特的车组的被转移至慕尼黑，并接受了彻底的重装。根据快铁总负责人贝恩哈德·魏泽的说法，这种解决方案比购入新列车至少便宜十倍。它们应至少维持服役至2020年。但由于缺乏LZB设备，它们仅可于非繁忙时段在主线通行。自2017年6月起，列车也会在周末用于S2线和S4线的图定服务——由于发车间隔较长，即便是缺少LZB，它们也可在主线上图定运行。为了满足日益增加的乘客数量，慕尼黑快铁和巴伐利亚铁路公司计划将从斯图加特增加接纳20至30组车辆。至2017年4月底，慕尼黑快铁宣布已从全德范围内收购了21辆别处已不再需要的420型车。它们将预装LZB系统，以便在主线隧道中行驶，并在发生车辆故障时灵活运用。首批列车已于2017年12月底开始上线运营。而最多达36列原斯图加特的车组也将增加慕尼黑的运营储备，并应自2018年12月起允许扩大供应。它们都将配备LZB系统。2018年11月，这些车辆被联邦铁道部批准用于载客运行。自2019年4月1日起，首批经过改造的车辆开始在高峰时段投入加密班次运行。
在莱茵-美因快铁，420型车经过36年的服役后于2014年11月3日凌晨结束运用。一些退役的车辆被转移至位于哈姆的德铁停运管理部门。据莱茵-美因交通集团发言人曾表示不排除向海外出售，但自2014年11月结束运用以来，许多原配属法兰克福的420型已被报废。部分车辆也移交至莱茵-鲁尔快铁。
对于斯图加特快铁，实际运用应该在2014年11月结束，但由于新的430型车持续存在问题，420型的退役时间无法如期实现。在斯图加特，420型仍于七条路线中的六条担任加密班次服务，仅S60线不再使用。最终的两列车组后于2016年11月4日停运。
由于配属法兰克福的列车已于2014年11月退役，故此后仅有第七及第八批次的车辆仍在图定运行。
420型车曾一次又一次的被调往莱茵-鲁尔快铁，以支援那里的机辆模式推挽式列车。在2004年6月的运行图调整中，旧批次的420型车重新投入莱茵-鲁尔快铁的S7和S9线运行。此后，它们已于2008年11月17日（S7线）和至2009年2月27日（S9线）被422型车所取代。2014年年中，来自斯图加特和法兰克福的列车再被转移至莱茵-鲁尔快铁，以支援由机车牵引x型车厢运行的S6线。一旦440型车无法于2014年12月的运行图调整中投入使用，则应将422型转移至S6线，而420型则改至S5线和S8线运行。然而，后者并未执行这些任务，而是在作为加密路线的S68线上，于朗根费尔德、杜塞尔多夫和伍珀塔尔-福温克尔之间担当个别班次。
自2015年12月的运行图调整以来，420型车开始投入科隆快铁的S12线使用；至2018年，它们也会担当从科隆火车总站至德尔布吕克车站之间于每天早晨开行的S11加密线的双向运行。当局希望通过这项措施将快铁服务延伸至锡格河铁路并提供更多额外的运力。在2016年的狂欢节（女人狂欢节）期间，也有一些420型车被运用至通往迪伦的S19线之中。

### 生产批次
| 编号          | 批次   | 制造年份 | 退役年份 |
| ------------- | ------ | -------- | -------- |
| 420 001 – 003 | 原型车 | 1969     | 2001–04  |
| 420 004 – 120 | 第一批 | 1970–72  | 2000–04  |
| 420 121 – 200 | 第二批 | 1972–75  | 2000–09  |
| 420 201 – 260 | 第三批 | 1976–78  | 2003–11  |
| 420 261 – 324 | 第四批 | 1977–79  | 2004–14  |
| 420 325 – 370 | 第五批 | 1979–80  | 1999–14  |
| 420 371 – 390 | 第六批 | 1980–81  | 2004–14  |
| 420 400 – 430 | 第七批 | 1989–92  | 自2013   |
| 420 431 – 489 | 第八批 | 1993–97  | 自2014   |

### SL X420型

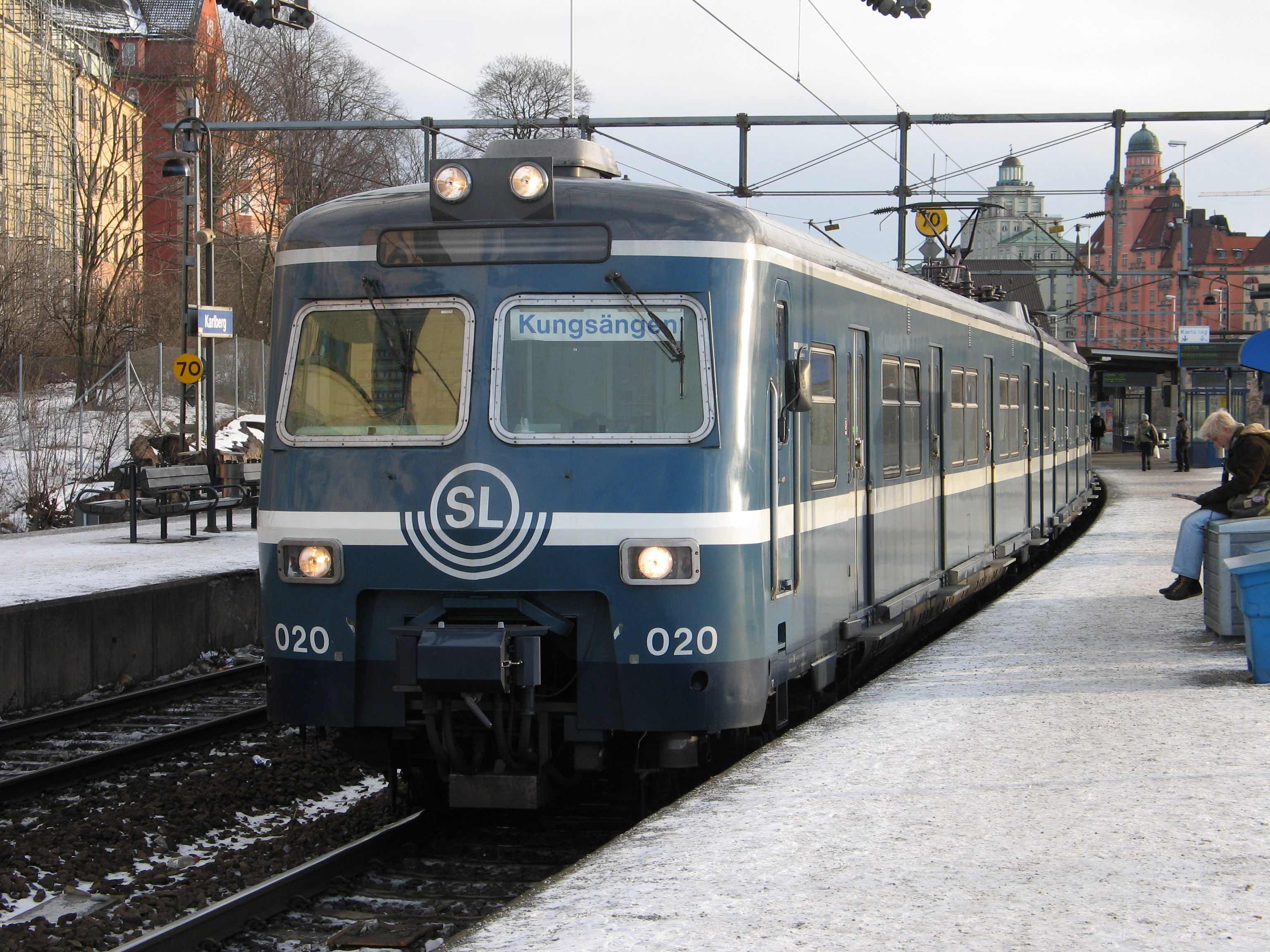
SL X420型于（2005年）

2002年，一部分来自慕尼黑的420型车组曾被改称为X420型租赁至瑞典首都斯德哥尔摩的通勤铁路。它们在斯德哥尔摩交通公司（SL）内以德国铁路子公司“德铁区域瑞典”的名义采用蓝白色涂装运行。至2005年11月，首列同款车组被报废至瑞典中部的尼克罗帕。X420型车的运用于2005年12月14日结束，最后的三组列车（054、058和044号）也于两天后被送往尼克罗帕。至此，这款420型的变体成为历史，因为当地原先订购的X60型车组已经交付。

### ET 420Plus型

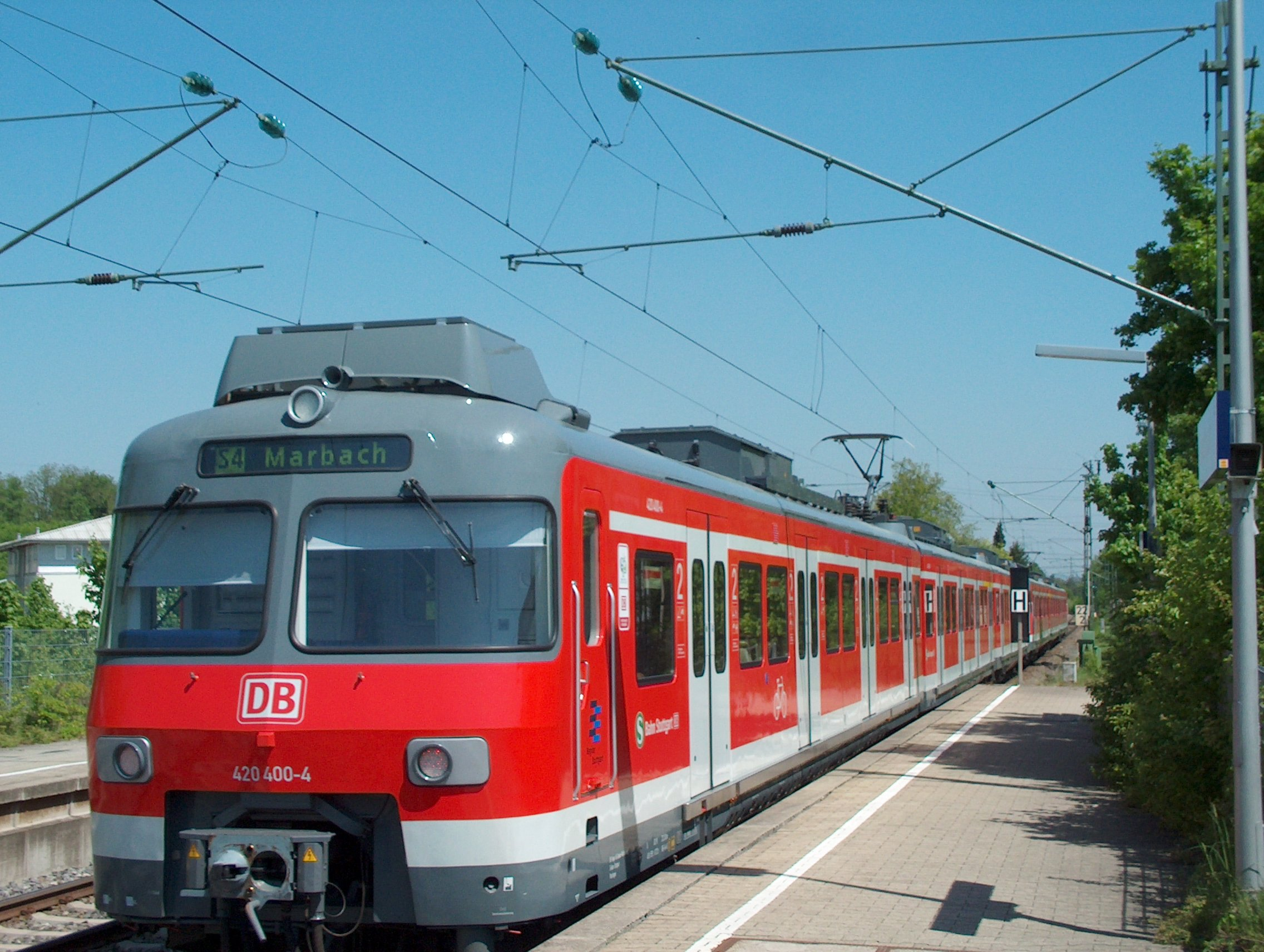
一列420Plus型车（420 400号）正驶离路德维希堡-站

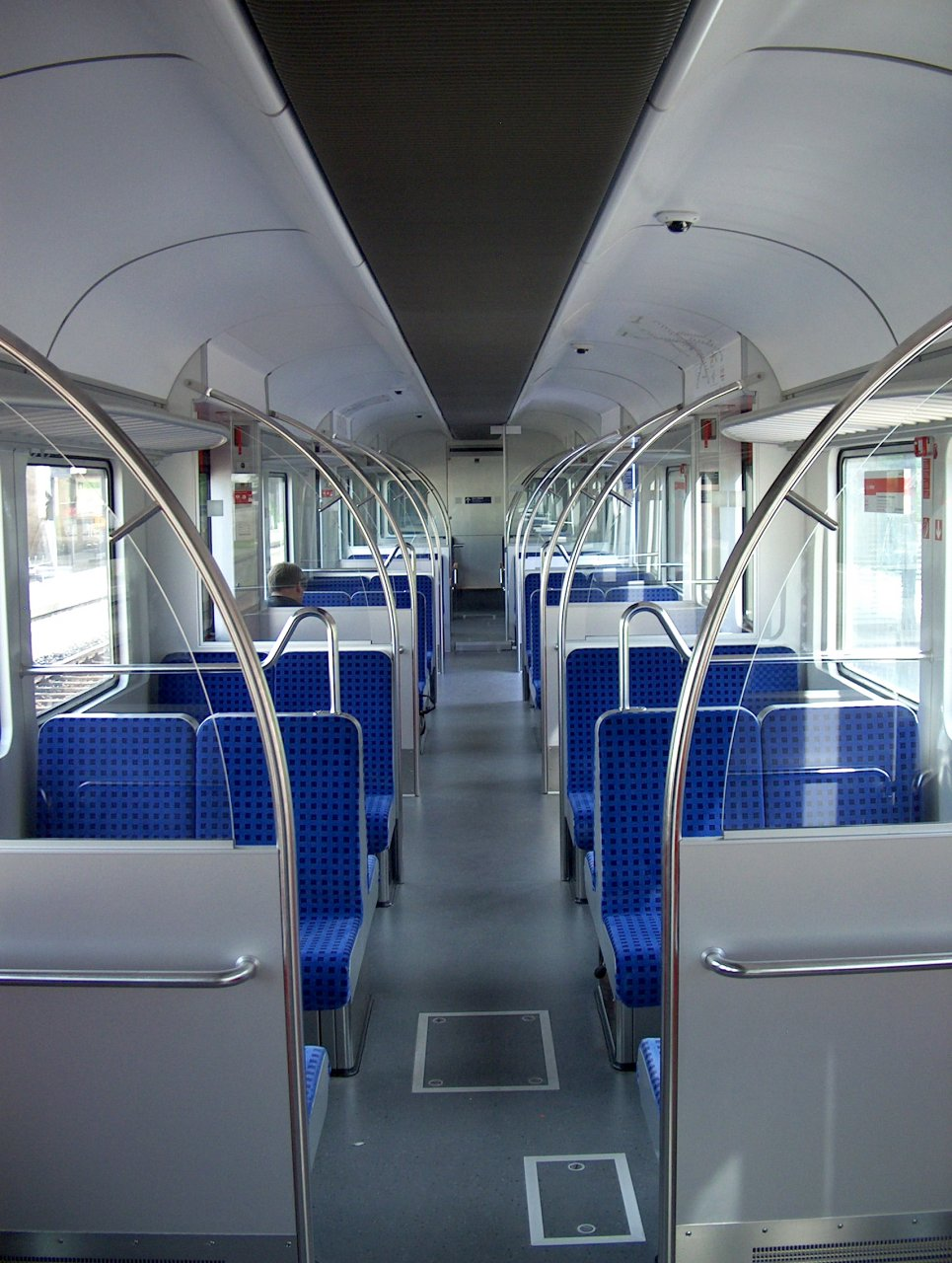
一节420Plus型的中部车厢

第七批次的两列车组（420 400和420 416号）于2006年在克雷费尔德-欧普姆车辆段进行大修时，获得了一项名为（420型電聯車+）的全面重新设计计划。车辆在外观上可以通过设于前端、两侧和车内的电子发车牌（液晶屏）、车顶的新空调系统、LED大灯和尾灯以及带有TAV技术的自动门锁装置进行识别。由于带有空调系统的设备，每节车厢各有两扇折叠窗被拆除。在中部车厢和端部车厢间的端壁上则加装了窗户，以便乘客可以望到相邻车厢。
在乘降门上有一个用于开门的绿色按钮和一个用于婴儿车出入的蓝色按钮，与423型车的乘降门类似。
重大的变化来自于内部空间：以往的绿色座垫被423型广为人知的蓝色所取代，这是斯图加特所有车组自2007年以来都采用的配置。整个内部空间保持浅灰色，地板则镶以深灰色。短式车钩端部的分隔垫片具有圆形的上缘，并以不锈钢杆镶边。内部照明加工精美，加盖有无烟煤色的格栅。灭火器不再置于行李架上，而是放在座椅下方的凹槽内。
内部格局也发生了改变，因此在端部车厢的最前部有两套四席座椅，而用于停放自行车和婴儿车的空间此时则占据第一和第二扇乘降门之间的一侧区域（驾驶台的左侧）。此外，腿部空间增设了照明，乘降门上也配备了司机的扬声器，并且车辆整体都配备了视频监控。
此外，停站播报也已更新，它将会提供从车站至站内不同出口路线的信息。出口路线也会显示在车厢内部的液晶显示屏上，后者会交替显示时间和下一站的确切名称。
自2006年4月10日起，这两列车组开始在斯图加特快铁网络的S2、S6和S60线展开载客试运行。
2009年7月，随着四列此前已临时停用的第七批次车组（425、428、429及430号）交付法兰克福，意味着所需车辆储备的进一步改造被取消：420Plus计划因故障频发而终止。仅有的其中一列主要用于S60线的图定运行，另一列则储备在车辆段。在2014年1月17日的运用结束后，420 400号车于两天后被转移至内卡河畔霍尔布的SVG铁路体验世界。420 416号车则来到纽伦堡德国铁路博物馆。至2016年4月22日，该车又从纽伦堡转移至达姆施塔特火车总站，并在那里供达姆施塔特工业大学作教学用途。

## 馆藏车辆
- 420 001 – 420型的首列动车组，原型车，今属慕尼黑快铁的馆藏车辆，采用净橙色原始涂装，于2012年重新进行大修，并于2012年6月2日的“慕尼黑快铁40周年”庆典期间在慕尼黑火车总站向公众展示。车辆可执行特殊专列运行。它于2016年底被移交至纽伦堡德国铁路博物馆。[2]
- 420 002 – 原型车，其中一节端部车厢保存于德意志博物馆交通中心，并由德铁区域承租。采用蓝绿色+卵石灰色涂装。
- 420 298 – 自2015年5月20日由吉森的上黑森铁路之友组织保存，现已不再运作。
- 420 300 – 斯图加特快铁的开通列车，现存于内卡河畔霍尔布的SVG铁路体验世界，并由德铁区域承租。采用交通红色涂装。
- 420 400 – 420Plus原型车，现存于内卡河畔霍尔布的SVG铁路体验世界，并由德铁区域承租。采用交通红色涂装。
- 420 416 – 420Plus原型车，从2014年5月至2016年4月陈列于纽伦堡德国铁路博物馆的户外场地，自2016年4月22日起由达姆施塔特工业大学持有，停放于前达姆施塔特机务段的轨道上。